# Lubina (řeka)
Lubina je říčka v Moravskoslezském kraji, přítok řeky Odry, který odvodňuje jihovýchodní a východní část okresu Nový Jičín.

## Popis toku
Lubina pramení v nadmořské výšce kolem 680 m na severozápadních svazích hory Radhošť v Moravskoslezských Beskydech, asi 1 km jihovýchodně od osady Pindula. Celý následující tok pak, jen s menšími výchylkami, směřuje k severu. Její horní tok je velice dravý a v minulosti byl zregulován řadou staveb a malých zábran, které umožnily vznik několika mlýnů.

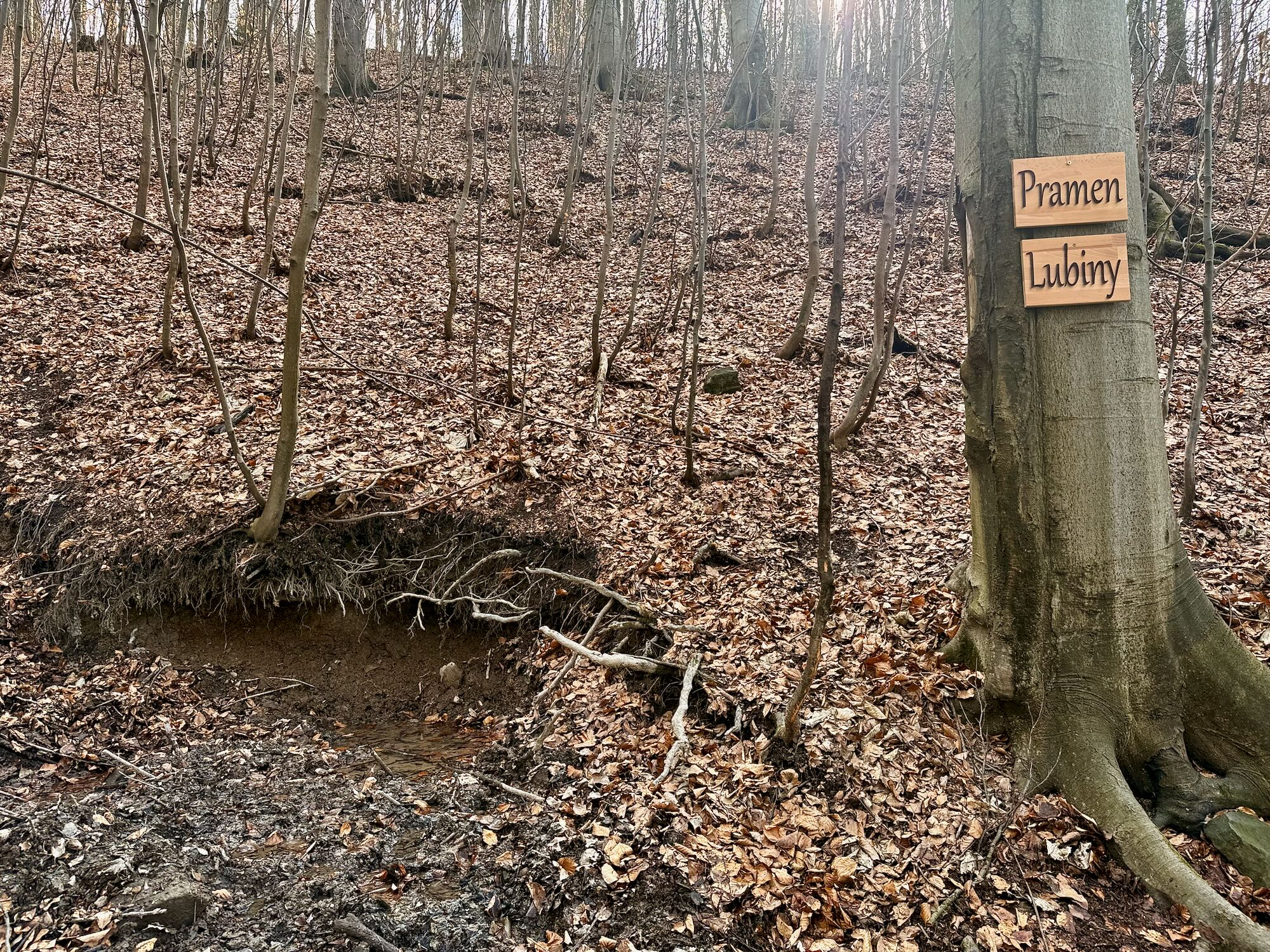
Pramen Lubiny

Prvním větším sídlem, ležícím při toku Lubiny je město Frenštát pod Radhoštěm. Říčka protéká při západním okraji města a na jeho konci zprvu přijímá první významnější přítok, Lomnou. Za Frenštátem míjí Lichnov, následují místní části města Kopřivnice. Nejprve Vlčovice, kde zprava ústí potok Tichávka, a pak Lubina, kterou tvoří původně samostatné obce Větřkovice a Drnholec, sloučené pod jménem říčky v roce 1959. 
Pod Kopřivnicí přibírá Lubina zleva potok Kopřivničku a protéká městem Příbor; dále pak při toku leží obce Skotnice, Mošnov (s ostravským mezinárodním letištěm) a Petřvald. Pod Petřvaldem do Lubiny zprava ústí poslední významnější přítok, Trnávka. V rovinaté krajině asi 1,5 km severovýchodně od Košatky (místní část obce Stará Ves nad Ondřejnicí) se Lubina vlévá zprava do Odry.

### Větší přítoky
(levý/pravý)
- Lomná (P)
- Tichávka (P)
- Lubinka (P)
- Svěcený potok (P)
- Kopřivnička (L)
- Trnávka (P)

## Vodní režim
Hlásné profily:
| místo    | říční km | plocha povodí | průměrný průtok (Qa) | stoletá voda (Q100) |
| -------- | -------- | ------------- | -------------------- | ------------------- |
| Petřvald | 5,21     | 165,18 km²    | 2,36 m³/s            | 269,0 m³/s          |